# Libertad (departement)
Libertad is een departement in de Argentijnse provincie Chaco. Het departement (Spaans:  departamento) heeft een oppervlakte van 1.088 km² en telt 10.822 inwoners.

## Plaatsen in departement Libertad
- Colonia Popular
- Laguna Blanca
- Puerto Tirol